# The Legend of Zelda: The Wind Waker
The Legend of Zelda: The Wind Waker (ゼルダの伝説 風のタクト, Zeruda no Densetsu Kaze no Takuto en japonés i "La Batuta dels Vents" en català), és la desena entrega de la saga The Legend of Zelda. Videojocs de Nintendo, creat pel famós dissenyador Shigeru Miyamoto i produïda actualment en conjunt amb Eiji Aonuma, màxim responsable de la franquícia. Va ser llançat originalment per al sistema Nintendo Game Cube al Japó el 13 de desembre de l'any 2002, als Estats Units, el 24 de març del 2003, i a Europa, el 3 de maig del 2003. Anys més tard se'n va fer una versió en alta definició per la Wii U.
The Wind Waker segueix els passos de The Legend of Zelda: Ocarina of Time, conservant el seu sistema de jugabilitat i de control bàsic del títol de Nintendo 64. Un èmfasi que pot ser considerat pesat, i que controla el vent és: la Batuta dels Vents, que ajuda en navegació i a la flotació en la jugabilitat del joc. Els crítics especialitzats, varen afirmar que dita batuta era un bon guinyo, i que posseïa certa semblança a l'Ocarina of Time, però, això no obstant, es varen queixar que a menut el temps que transcorria en la navegació, per lo immensa que varà arribar ser, podria semblar avorrida als jugadors. Tanmateix, el joc varà resultar ser un gran èxit comercial i crític i és el número quatre que juntament amb altres tres videojocs ha rebut una qualificació perfecte en Famitsu. Cal destacar que el videojoc de The Legend of Zelda: Phantom Hourglass, és la seva futura continuació.
La trama del joc transcorre en alta mar, en un punyat d'illes en un gran mar extens; el primer de la sèrie. El jugador controla en Link, l’Heroi dels Vents descendent de l'Heroi d'Ocarina of Time. Ell lluita contra l'antagonista, el seu némesis, el malvat Ganondorf, pel control de la Relíquia Sagrada, coneguda com la Triforce. Link viatja per illes del tot el Overworld, infiltrant-se en Dungeons per reunir el poder necessari per derrotar Ganon. A la mateixa hora, intenta salvar la seva germana que la segrestaren.

## Trama

### Edurint
L'acció de The Wind Waker es desenvolupa molt després de l'esdevingut en Ocarina of Time. Quan li donem a "partida nova" una meravellosa seqüència on veurem uns exquisits gravats daurats ens explicarà el succeït en el joc de Nintendo 64: que la terra de Hyrule estava dominada per un malvat ser (encara que no diu noms, per les imatges és inevitable pensar que es tractava de l'inefable Ganondorf), fins que un heroi llegendari enfundat en robes verdes va aparèixer, va desafiar al malvat dolent i va aconseguir segellar-li de manera que no tornés a suposar un perill. Després, el valent heroi es va embarcar en un viatge del que no va tornar... i clar, com sempre que passa quan se segella un tirà amb ànsies de dominar el món, el dolent va tornar trencant el segell que l'empresonava i va embolicar Hyrule en les tenebres. Els pobres habitants van esperar en va a l'Heroi del Temps (recordem que és el Link d'Ocarina of Time) i, veient que no tornava, van pregar als déus que si us plau tornessin a Ganondorf al fosc abisme del qual va sortir, i com els déus pel que sembla no tenien ganes d'escalfar-se el cap, no se'ls va ocórrer cap altra cosa que manar un diluvi cafre a Hyrule i sepultar-lo sota l'aigua. Ara tot el que queda al món és mar, la gent ha quedat reclosa a viure en illes que abans eren les muntanyes més altes, i aquí és on entra en escena el nostre petit nen tossut, el futur heroi que pels designis de les deesses salvarà el món.
El joc ens situa molts anys després dels fets relatats en The Legend of Zelda: Ocarina of Time. Tot comença quan Link, un jove que viu en la marginada Illa Initia amb la seva àvia i la sega germana Aryll, compleix l'edat de l'Heroi Llegendari de les dels mites de les antiguitats que envolten el Gran Oceà. Com marca de dita tradició llegendària, tots els nens que arriben a aquesta edat, han de vestir-se amb vestits verds similars als d'aquell heroi de la llegenda per ai xins convertir-se en homes valents i forts com l'heroi de l'antiga llegenda.
Però precisament aquest dia, un ocell gegant apareix per Illa Initia deixant caure a una noia jove en un bosc a les acaballes de l'illa. Link decideix anar a veure lo succeït i coneix a Tetra, la capitana d'un vaixell pirata. Després dels fets ocorreguts l'ocell gegant torna a la càrrega i, per confusió, segresta a Aryll. En veure's compromès, com Link inicia un viatge a la recerca de la seva germana. En un principi l'argument de la història pot semblar de lo més simple: el típic joc d'un heroi que ha de salvar a algú segrestat. Tanmateix, això només és l'inici d'una història; que aquesta es complica cada vegada més segons avancem, fins a convertir-se en un episodi de la saga The Legend of Zelda.

### Argument

Link embaracant-se en l'aventura juntament amb Tetra en The Wind Waker.

En realitat tot els esdeveniments causats són en realitat els designes del malvat Emperador de l'Infern, Ganondorf, el malvat ésser dels mites de l'antiguitat, que segons deien aquestes, s'havia apoderat anys enrere en Ocarina of Time d'un dels fragments de la Relíquia Sagrada de la Triforce, concretament la del Poder i que, després de trencar el segell en el que estava tancat, tractà una vegada més de satisfer i fer realitat la seva única obsessió: Governar Hyrule, i més enllà d'aquí, el món sencer com al seu únic i legítim Rei.
Quan Ganondorf va tornar de les tenebres, el jove Heroi del Temps que havia salvat el Regne d'Hyrule i derrotat Ganon anys enrere, ja havia iniciat un misteriós viatge del que mai més va tornar, així que la gent que habitava Hyrule, terroritzada pel poders màgics d'en Ganondorf, indefensa, només podia resar. Las Deesses varen escoltar les seves pregàries i van enviar un diluvi que va enfonsar el Regne d'Hyrule sota un gran oceà i el van treure del corrent del temps, perquè, d'aquesta manera, Ganondorf no pogués aconseguir els seus propòsits de profanar la terra sagrada. Només uns pocs éssers afortunats van aconseguir fugir a les muntanyes més altes on van sobreviure a la "Gran Inundació"
Aquest supervivents aviat van començar a refer les seves vides en les restes de la seva antiga terra, de la que ja només quedaven unes poques illes repartides per un immens mar. La història de la majestuosa Hyrule ben aviat va caure en l'oblit i va passar a ser simplement una llegenda mes, un conte per a infants en el que ningú creia. Tanmateix, el terrible i poderós Ganondorf coneixia la veritat sobre com aconseguir de nou els seus anhels. Sabia que el poder combinat dels tres Triangles Divins que formaven la Triforça permetria tornar a treure Hyrule a la superfície per apoderar-se d'ella, així que, se'n propietari del triangle que li conferia el Do del Poder, va començar a buscar els dos fragments restants que no havien caigut a les seves mans (la Triforça del Valor i la Triforça de la Saviesa, respectivament), que segur que ho tindrien els descendents de l'Heroi i la Princesa del Destí que l'havien vençut segles enrere. Ganondorf, per aquest motiu, envia un malvat ocell gegantí a buscar per tot l'oceà a totes aquelles persones que poguessin ser els portadors dels dons. D'aquí que intentés segrestar a la pirata Tetra, perquè sospità que guarda una important relació amb la llegenda sagrada de la Triforça.
El joc s'inicia quan l'ocell de Ganon intentà segrestar Tetra, una valenta capitana pirata; i que per equivocació, s'endugué la germana petita del protagonista. Link viatja amb els pirates fins a Forsaken Fortress, una illa pler de criatures vils i malvades, on es trobava la seva germana captiva juntament amb altres noies, i el mateix Ganondorf. Link intentà rescatar-la, però no ho aconseguir i l'ocell el noqueja a alta mar. Aquest fou socorri’t pel Mascaró Vermell (King of Red Lions), un vaixell parlant. Aquest li proporciona la seva ajuda, i li mostrà el camí que l'hi duria a la seva victòria amb Ganon, per així no tan sols poder rescatar la seva germana, s'hi no tot el món.
Així units, Link i el Mascaró varen partir fins a la Dragon Roost Island, on trobarien un dels orbes necessaris per dur-li al poder necessari per derrotar Ganon. Allí conegué a Medli, quin paper més important el tindria més endavant del joc. Derrota el mal que amenaçava l'illa i al drac Valoo (Gohma), i aconseguir la Din’s Pearl en mans del Prince Komali i avançar en el seu viatge: Forest Haven Island. Allí va haver de rescatar a Makar a petició del Venerable Deku Tree (Arbre Deku en català). Un cop destruir el mal de l'illa que amenaçava la Forest Haven Island, la planta carnívora Kalle Demos, Link aconseguir rescatar Makar i obtenir la Farore's Pearl.
Link i Mascaró Vermell prosseguiren a l'últim orbe, en mans del venerable Jabun, i viatjaren a l'illa de Greatfish Island, però aquesta havia sigut atacada per Ganon, i viatjaren fins a la Outset Island (Illa Inita en la versió Pal), per aconseguir la Nayru’s Pearl, l'últim orbe. Després dipositaren els orbes en les illes Triangle Islands, en les estàtues corresponents, per fer surgir la Tower of the Gods (Torre dels Déus) del mar. Allí Link combatí a Godhan, la prova final de les Deesses, i el derrotà, abrint en camí sota els peus de la torre, el camí fins a la Hyrule submergida. En el Castell d'Hyrule, obtenir l’Espasa Mestra (Master Sword), l'única arma capaç de vèncer Ganon. Així amb la dita espasa, Link es disposa a derrotar Ganondorf. Viatjaren a la seva fortaleza matà al Hermaroc King, el seu ocell gegant i rescatà els seus captius (la seva germana s'anà amb els pirates). Així Link, tot enllestit, es preparà per combatre el malvat amo de l'illa. Però Ganon el derrotà fàcilment. Quant el malvat estava a punt de donar-li mort, Tetra aparegué per ajudar-lo, però Ganon també la derrotà. I a més. Aquest descobrí la seva identitat, la Princesa Zelda. Per sort foren rescatats per Valoo, viatjant a la Hyrule submergida.
Allí conegueren la veritable identitat del Mascaró Vermell: el Rei Daphnes Nohansen Hyrule; que demostra la identitat veritable de Tetra, Zelda, i es transformà en aquesta. El Rei explica A Link que per recuperar el poder de la Master Sword havia de trobar els descendents dels Savis que foren assassinats per Ganon, i tornar-los als seus temples corresponents perquè aquests poguessin tornar-li el poder a l'Espasa Mestra. Zelda es quedà protegida en el Castell. Medli i Makar eren els descendents. Així junts aquests tornaren als seus temples (i en el transcurs d'aquest, Link derrotà Jalhalla i Molgera), i la Master Sword recuperà el seu poder total; se suficient per derrotar Ganon, qui havia segrestat a loa Princesa Zelda de nou. Així Link es disposà a salvar-la de les urpes de Ganondorf.

Link derrotant Ganondorf.

 Link penetra en la Torre de Ganon i s'hi enfronta amb aquest. Derrotà la seva marioneta (Puppet Ganon) i s'endenta amunt de la seva torre. Allí Ganon, tornar a derrotar-lo, i con qué les Triforce dels tres portadors s'havien unit, Ganon demanda el seu desig. Però el Rei d'Hyrule fou més ràpid en tocar la Relíquia. Aquest demana un futur pròsper per Link i Zelda, i que Hyrule s'enfonsés amb Ganon. Ganondorf, desesperat i enrabiat, combatí Link i Zelda. Enmig de la inundació, Link i Zelda derrotaren Ganon, i el protagonista l'hi clava la Master Sword en el front, convertint-lo en pedra. Després d'una conversació Link i Zelda varen veure com atònits Hyrule s'enfonsava amb el seu Rei, m'entra ells descendien cap a la superfície. Així units Zelda (Tetra) i Link buscaren un nou lloc per fundar-hi Hyrule…
Tota aquesta història de la trama videojoc serveix com a marc a una aventura de proporcions èpiques, extraordinàriament ben escrita, amb girs argumentals sorprenents i amb un final que pretén transmetre un missatge molt important: Hem de seguir sempre endavant, acceptar les circumstàncies que el pas del temps porta amb ell, per més terribles que siguin, i no donar-nos mai per vençuts. No viure lligats al passat, però no oblidar-nos d'ell; mirar cara a cara el futur i seguir el nostre propi camí amb la mirada al fent.

## Jugabilitat

### Desenvolupament

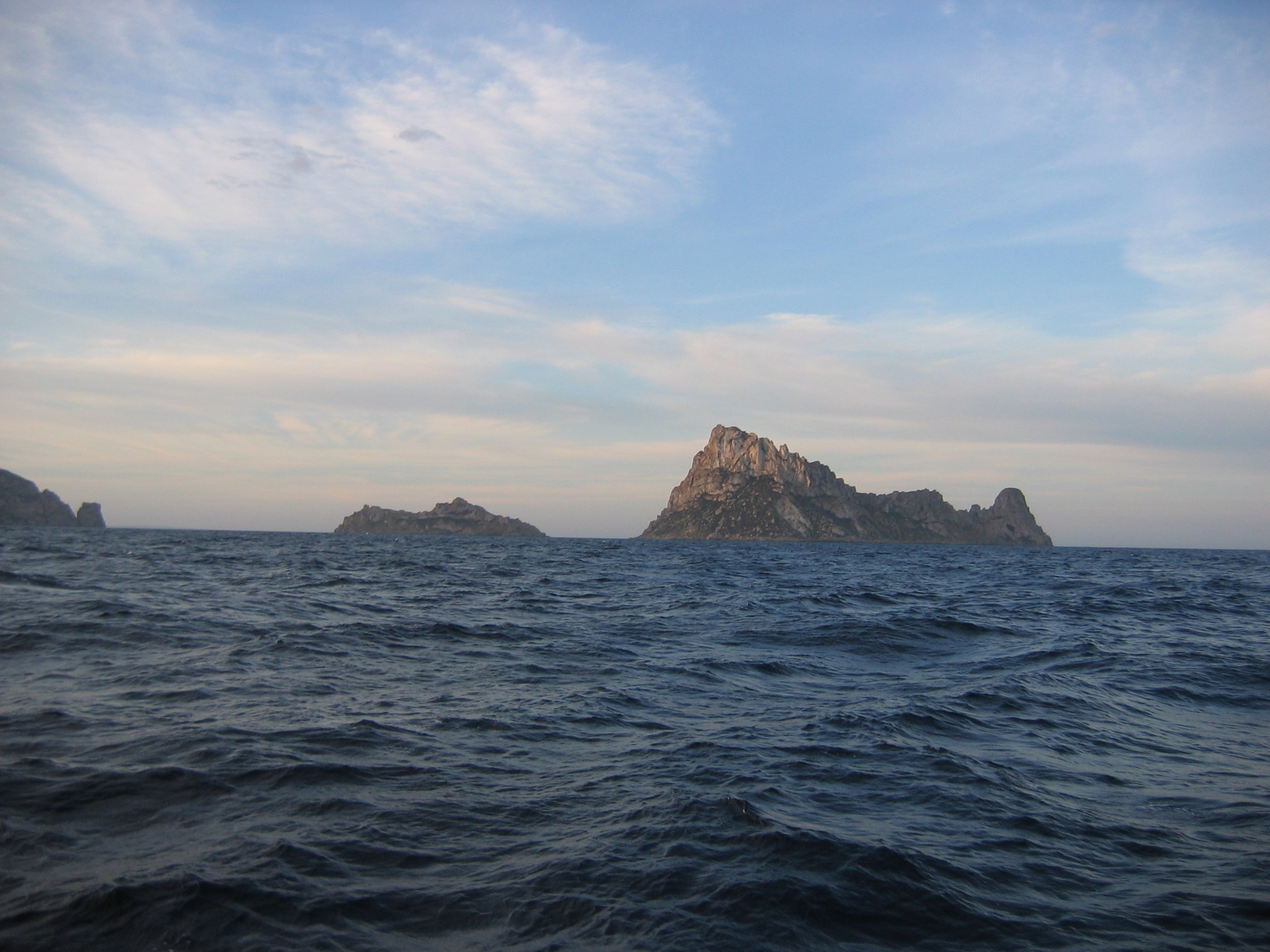
En aquest lliurament, Link passa la major part de la seva aventura navegant a través del Gran Mar, sota el qual es troba el llegendari regne d'Hyrule, llar de l'Heroi del Temps i seu de l'Espassa Mestra, el mític poder del qual per repel·lir el mal és part important de la trama.

The Wind Waker es juga com qualsevol altre Zelda. El desenvolupament es basa a anar progressant en la història, superant masmorres per aconseguir objectes, fins a arribar a l'última, on ens espera Ganondorf. Comptem amb el ja clàssic sistema inaugurat per l’Ocarina of Time que consisteix a associar objectes als botons del comandament i hem de fer front a un action-RPG on acabarem amb els nostres rivals a cop d'espasa net.
El que fa únic The Wind Waker és que l'acció no es desenvolupa a terra, sinó en mar. Per avançar ens haurem de valer d'en King of Red Lions, el qual ens portarà pel mar a la recerca d'aventures. Per manejar-lo ens haurem de valer del vent i una espelma que aconseguirem a l', haurem de navegar amb el vent, per la qual cosa haurem d'hissar l'espelma i navegar cap on hi hagi vent favorable, altrament no avançarem res. El sistema és molt senzill: una vegada tinguem el vent al nostre favor, hissarem l'espelma i el vaixell anirà a tota velocitat sense haver de prémer res. Per avançar sense perdre'ns ens haurem de valer d'una carta naútica que ens indicarà a tota hora nostre següent objectius, el principal problema que va tenir això va ser que el mar és molt gran, per la qual cosa per anar d'un lloc a un altre es tarda bastant temps, la qual cosa potser podria avorrir el jugador. Encara que per sort, més endavant, podiam trobar una forma de prendre "dreceres".
Com en tot Zelda, a The Wind Waker hem de superar les masmorres, aconseguint en cada una arma determinada que ens servirà per eliminar el cap de la mateixa i aconseguir un objecte especial que necessitem per accedir al final del joc. A The Wind Waker disposem de la Grapa, que podem enganxar a sortints per balancejar-nos estil Tarzan, el Full Deku per planejar i vells clàssics com l’Arc, el Ganxo i l’Escut Mirall. El Bumerán també apareix en aquest joc i ha estat potenciat respecte a jocs anteriors, ja que ara pots fixar amb ell fins a vuit blancs i colpejar-los tots d'una sola passada amb l'arma. També comptarem amb armes clàssiques, importades des d’Ocarina of Time, com les Bombes, les Fletxes de Gel i Foc o els Braçalets de Poder. Els objectes tindran diferent ús quan els utilitzem amb Mascaró Vermell, ja que la Grapa, per exemple, ens servirà per extreure tresors del fons del mar, i les Bombes com un canó.
Un artefacte inusual amb què comptarem és el Tinglevisor, donat per la "fada" Tingle i que s'usa connectant una Game Boy Advance a la Gamecube. Això ens permet, entre altres coses, desplegar mapes del mar i les masmorres en la Game Boy Advance, i fins i tot, una vegada lluitem contra un enemic, rebre consells per derrotar-lo. També comptem amb l'ajuda d'un nou instrument. L'Ocarina of Time ha estat substituïda per la The Wind Waker (Batuta dels Vents), amb les que podrem dirigir melodies com la del vent, que ens permet canviar la direcció d'aquest, la del tornado, que ens teleporta a llocs específics al mar, o la de la voluntat, que ens permet controlar la ment a altres personatges i manejar-los nosaltres mateixos.
Nintendo va tenir molta pressa en treure el The Wind Waker al mercat per aprofitar al màxim la campanya nadalenca, i això es nota perquè en certa manera és un joc incomplet. Tot jugador recorda (amb més pena que glòria) la recerca dels fragments de la Triforce, part més avorrida del joc per a molts. Potser si s'hagués polit més, es podrien haver fet més masmorres que tinguessin dins aquests fragments (ja que les masmorres d'aquest joc són molt poques). Tanmateix The Wind Waker supleix aquesta petita manca amb escreix, si bé completar el joc no és gaire difícil, ja que la dificultat s'ha baixat enormement respecte a altres Zelda, aquest joc ofereix tantes possibilitats que fa que acabar-lo al 100% sigui una tasca que portarà a qualsevol jugador molt, molt temps. Pots senzillament recórrer el mar a la recerca de tresors, com les inestimables Peces de Cor, participar en una immensa quantitat de minijocs dispersos per les illes del mar, recollir Rupies amb el vaixell, disparar barrils, classificar cartes, atrapar porcs, intercanviar objectes amb mercaders, o senzillament buscar les moltes Grans Fades que hi ha al mar i que ens permetran carregar entre altres coses amb més rupies i objectes... Encara que sens dubte l'estrella del joc és la galeria Mangialavor, una titànica side quest en la qual podrem aconseguir figures dels personatges i enemics del joc. Per a això haurem de comptar amb la cambra, objecte que aconseguirem després d'alliberar a Tingle en un passadís, per a mitjançant l'ús de la mateixa fotografiar tot el que vegem, ja que cada enemic o personatge fotografiat es convertirà en una figura gràcies a l'encarregat de la galeria. Després podrem admirar-les en la mateixa i es pot destacar que hi ha una estàtua per cada ser vivent del joc, per la qual cosa és una tasca que sens dubte portarà molt, molt temps i obligadament el completar dues vegades el mateix.

### Aspectes tècnics
The Wind Waker utilitza l'estil gràfic del Cel-shading que fa veure el joc com si es tractés d'una pel·lícula d'animació. Com a tal, es mostren paisatges alegres, frescs i colorits, els personatges així mateix lluen graciosos i tossuts, bastant desproporcionats referent al cos i al capdavant, destacant per sobre de tot Link, que ens obsequiarà amb una bona quantitat de graciosíssimes expressions facials. De fet, tot en aquest joc desperta la simpatia, fins i tot els mateixos enemics s'allunyen del cànon Zelda habitual i lluen graciosos i simpàtics (alguns més que altres, clar) això ha estat durament criticat pels més acèrrims al joc, però és un estil diferent, que li va molt bé en el joc. Ha perdut quant a adultesa respecte a l'Ocarina, però ha guanyat en originalitat. Els escenaris són realment grans (no n'hi ha més que veure el mar) i són completament absents de popping, com ha de ser, els dissenys de les masmorres també són molt bons i cada una té el seu estil i és perfectament distingible de les altres.
El so per si mateix és un element que destaca menys, hi ha melodies, però no destaquen especialment. Es noten més en algunes illes com l'Illa del Drac o Illa Taura. Les de les masmorres són molt suaus (de vegades pràcticament inoïbles) i en molts casos com la primera es redueixen a sons, cosa que d'altra banda està molt bé, ja que ens fa submergir-nos en l'àmbit llòbrec i tenebrós d'aquestes.
Els personatges que Link es va trobant no tindran veu, però sí que emetran sons com riures o grunyits en parlar amb ells per denotar el seu estat d'ànim i convertir-ne cada un en un personatge únic. El mateix Link té a la seva disposició tot un elenc de sons per mostrar-nos a tota hora el que està pensant, dotant el personatge de gran carisma encara que no parli, encara que els millors sens dubte són els dels enemics, pràcticament cada monstre en té un i estan molt reeixits, dotant les criatures que haurà de derrotar Link un carisma especial. També estan els típics sons de colpejar amb l'Espasa, usar el Ganxo, la Grapa, Bombas... aunque es limiten a acompanyar.